# Navalcán (kommunhuvudort)
Navalcán är en kommunhuvudort i Spanien.   Den ligger i provinsen Toledo och regionen Kastilien-La Mancha, i den centrala delen av landet, 120 km väster om huvudstaden Madrid. Navalcán ligger 405 meter över havet och antalet invånare är 2 227.
Terrängen runt Navalcán är huvudsakligen platt, men norrut är den kuperad. Runt Navalcán är det glesbefolkat, med 12 invånare per kvadratkilometer. Närmaste större samhälle är Arenas de San Pedro, 16,0 km norr om Navalcán. Omgivningarna runt Navalcán är huvudsakligen savann.